# NGC 4662
NGC 4662 este o infrared source⁠(d) situată în constelația Câinii de Vânătoare. A fost descoperită în 17 martie 1787 de către William Herschel. Se află la o distanță de 70,15 de megaparseci de Pământ.